# Filmåret 1930

## Årets filmer

### A - G
- Anna Christie
- The Bat Whispers
- Blå ängeln
- Bröllopsnatten
- Charlotte Löwensköld
- Den farliga leken
- Doktorns hemlighet
- Farornas ö
- Flottans lilla fästmö
- Fridas visor
- För hennes skull
- Guldåldern

### H - N

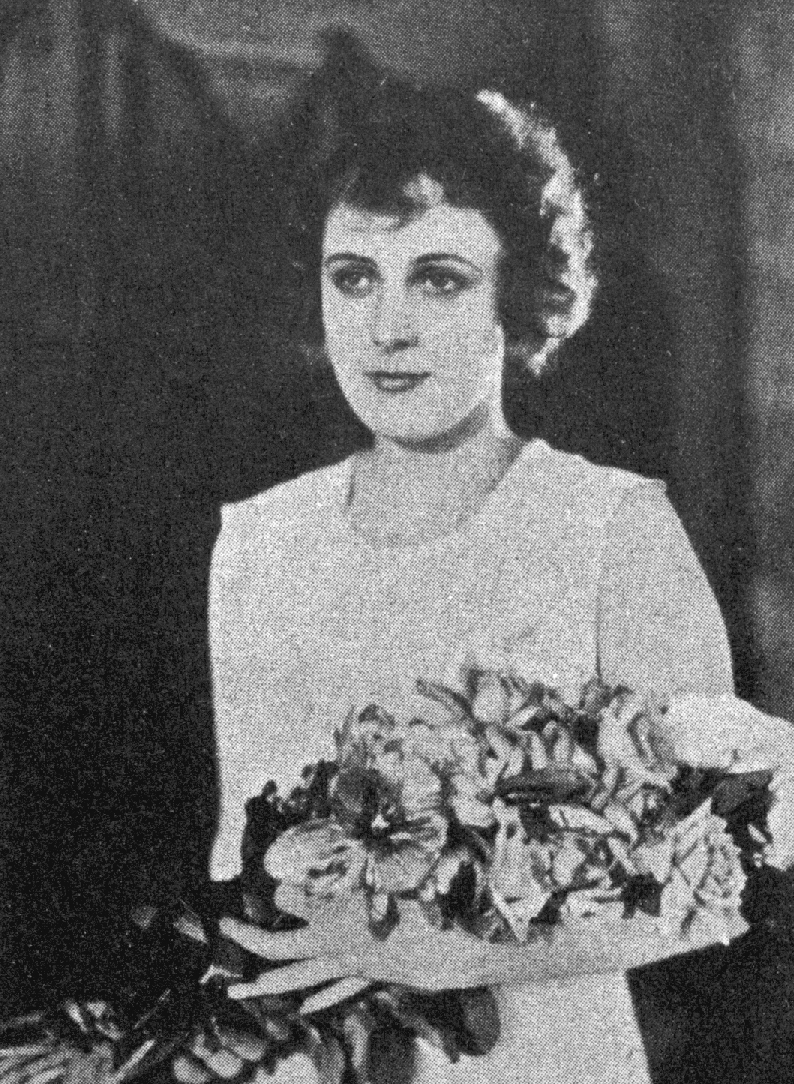
Ett foto på Margita Alfvén, ur filmen När rosorna slå ut.

- Hjärtats röst
- Jazzkungen
- Kronans kavaljerer
- Kärlek och bensin
- Mach' mir die Welt zum Paradies
- Mord
- Muntra musikanter
- Norrlänningar
- När rosorna slå ut

### O - U
- Prov utan värde
- På västfronten intet nytt[1]
- Romantik
- Rymdens demoner
- Salt åt Svanetien
- Sinners' Holiday
- Tom Sawyers äventyr

### V - Ö
- Vi två
- Västfronten 1918
- Väter und Söhne
- Zou-Zou från solens land

## Födda
- 3 januari – Robert Loggia, amerikansk skådespelare.
- 6 januari – Professor Toru Tanaka, amerikansk skådespelare.
- 19 januari – Tippi Hedren, amerikansk skådespelare och fotomodell
- 22 januari – Kerstin Bratt, svensk skådespelare.
- 26 januari – Jan-Olof Rydqvist, svensk skådespelare och manusförfattare.
- 30 januari – Gene Hackman, amerikansk skådespelare.
- 10 februari – Robert Wagner, amerikansk skådespelare.
- 27 februari – Joanne Woodward, amerikansk skådespelare.
- 24 mars – Steve McQueen, amerikansk skådespelare, regissör och producent.
- 27 mars – David Janssen, amerikansk skådespelare.
- 28 mars – Gun Arvidsson, svensk skådespelare, teaterregissör och teaterpedagog.
- 30 mars – John Astin, amerikansk skådespelare.
- 24 april – Richard Donner, amerikansk regissör, manusförfattare och filmproducent.
- 5 maj – Hans Abramson, svensk regissör och manusförfattare.
- 18 maj – Alf Nilsson, svensk skådespelare.

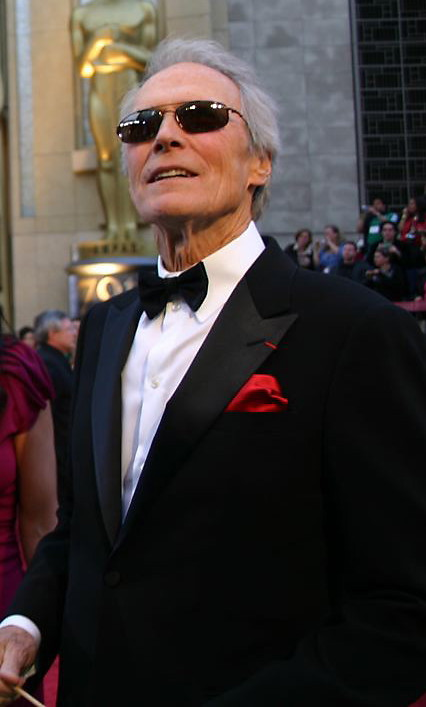
Clint Eastwood föddes den 31 maj.

- 31 maj – Clint Eastwood, amerikansk skådespelare, regissör och producent.
- 3 juni – Václav Vorlíček, tjeckisk regissör och manusförfattare
- 6 juni – Annalisa Wenström, svensk skådespelare.
- 8 juni – Bo Widerberg, svensk filmregissör.
- 11 juni – Elisabeth Granneman, norsk skådespelare.
- 12 juni – Jim Nabors, amerikansk skådespelare.
- 19 juni – Gena Rowlands, amerikansk skådespelare.
- 24 juni – Claude Chabrol, fransk skådespelare.
- 28 juni – Joachim Hansen, tysk skådespelare.
- 29 juli – Per Sjöstrand, svensk skådespelare, regissör och manusförfattare.
- 4 augusti – Hans Dahlberg, svensk skådespelare och TV-programledare.
- 8 augusti – Lars Björkman, svensk författare och manusförfattare.
- 16 augusti – Robert Culp, amerikansk skådespelare, regissör och författare.
- 20 augusti – Folke Asplund, svensk skådespelare.
- 25 augusti – Sean Connery, skotsk skådespelare.
- 28 september – Rune Hallberg, svensk skådespelare och sångare.
- 1 oktober – Richard Harris, brittisk skådespelare.
- 10 oktober – Harold Pinter, brittisk dramatiker, regissör, skådespelare, poet och politisk aktivist.
- 1 november – Britta Larsson, svensk skådespelare.
- 9 november – Helena Fernell, svensk skådespelare och dansare.
- 13 november – Tage Severin, svensk skådespelare och sångare.
- 21 november – Gerard Lindqvist, svensk skådespelare.
- 3 december – Jean-Luc Godard, fransk filmregissör.
- 4 december – Ronnie Corbett, brittisk komiker.
- 8 december
  - Anna-Lisa Olsson, svensk skådespelare.
  - Maximilian Schell, skådespelare, regissör och författare.
- 20 december – Margareta Meyerson, svensk skådespelare och sångerska.
- 29 december – Lissi Alandh, svenska skådespelare.
- 31 december – Henry Sidoli, svensk manusförfattare och regissör.

## Avlidna
- 22 februari – Mabel Normand, 35, amerikansk skådespelare.
- 5 oktober – Stina Berg, 60, svensk skådespelare.

### Fotnoter
1. ↑  IMDB, läst 29 februari 2012